# Knižní trailer
Knižní trailer je krátký videosnímek, jehož účelem je upoutat čtenáře na konkrétní knihu. Jde o obdobu filmových trailerů, ze kterých si bere inspiraci. Zatímco filmové upoutávky se promítají v kinech, působiště knižního traileru se nachází hlavně na internetových stránkách a sociálních sítích.
Protože marketingové rozpočty na knihy se jen vzácně přibližují těm filmovým, jsou i knižní upoutávky skromnější a málokdy obsahují hrané scény. Pokud se zde přece jen objevují herci, tvůrci traileru se snaží neukazovat jejich tváře, aby čtenářům nezkazili dojem z knihy tím, že jim ukážou podobu hlavních postav.
Knižní trailer je většinou vytvářen pomocí počítačové animace a snaží se vyvolat atmosféru přibližující žánr knihy. Některé knižní trailery někdy zobrazují autora, který na kameru představuje své dílo a láká potenciální čtenáře.